# Jerp Anna
Jerp Anna, död 24 augusti 1669 i Mora, var en svensk som blev avrättad för häxeri. Hon var en av de som avrättades i den berömda häxprocessen i Mora under det stora oväsendet.
Jerp Anna uppgavs vara 50 år gammal, dotter till Anders Knuts(son) och bosatt i Oxberg. 
Efter häxprocessen i Älvdalen utbröt en kraftig ryktesspridning i Dalarna, där olika personer utpekades för att bortföra barn till Blåkulla. Oroliga föräldrar krävde i juni 1669 att myndigheter skulle förhöra de misstänkta. Lördag kväll den 12 augusti kom den nybildade Dalarnas trolldomskommission till Mora, och häxprocessen inleddes. 
Hon var en av sextio personer som åtalades i Mora misstänkt för att ha bortfört barn till Blåkulla. 
I sin bekännelse uppgav hon att hon hade lärt sig trolldom så tidigt att hon inte kunde minnas när eller av vem. Hon uppgav att Satan hade sagt henne att prästens ord var lögn och täppt hennes öron så hon inte kunde höra predikningarna i kyrkan; att han hade öppnat en lucka och visat henne själarna i helvetet och sagt henne att det var de som trodde på Guds ord som hamnade där, inte tvärtom, och att de som försvor sig till tro på Satan stället skulle komma till paradiset, och att hon därefter hade försvurit sig till Djävulen till kropp och själ. 
Rätten noterade att hon var lättad över sin bekännelse: "Hon ähr nu ganska glad att hon hafver kommit till en godh bekiennelse och säger sigh hafua fått ett lätt hjerta och samvete, tackar Gudh derföre trooligen, och bekienner sielf sig icke vara värd gåå her på jorden, för det myckna onda hon giort hafver". 
Hon anklagades för att ha Blåkullafört ett antal barn: Kirstin Litsle Maas Marits Dotter i Wijka, som hon omdöpt i Satans namn; Anders Anders Pers Son i Oxeberg 12 år, som vittnade om att Anna flugit med honom rakt genom väggen i ladan som Djävulen lyft upp för dem, och att en vit ängel i Blåkulla hindrat honom från att äta i Blåkulla; Maas Erich Anderssons; och Maas Hindrichs Son 12 år; och Erich Erpe Erich Erichsson i Oxeberg 16 åhr.
Morgonen den 23 augusti, efter nio dagars rättegång, dömdes 23 av de 60 misstänkta till döden för trolldom, avfall från Gud, förbund med djävulen och barnaförande. Sjutton av dessa skulle avrättas – två senare, eftersom de var havande – men de övriga sex skulle sättas i fängelse eftersom rätten var osäker på deras skuld. Hon blev en av de femton personer som avrättades i häxprocessen i Mora den 24 augusti 1669. Avrättningen ägde rum genom halshuggning och bränning.